# Cor de la catedral de Toledo
El cor de la catedral de Toledo està situat a la nau central de la catedral, enfront del presbiteri i separat d'aquest per la nau del creuer. Longitudinalment, abraça l'espai de dos trams. El més important dintre d'aquest espai són els seus cadirats, l'alt i el baix. El cadirat baix fou creat entre 1495 i 1498 per Rodrigo Alemán seguint l'estil gòtic. El cadirat alt té més mèrit artístic i va ser elaborat per dos grans escultors, Felipe Bigarny —anomenat també Felipe de Borgonya— i Alonso Berruguete, i va ser construït entre 1539 i 1543. Segons la historiadora d'art Isabel del Río de la Hoz, és «el conjunt d'escultura més important del Renaixement espanyol». Dins del cor es troba una imatge de l'anomenada Verge Blanca del segle xiv, uns faristols de bronze del segle xvi i dos orgues del segle xviii. Està tancat per una reixa feta per Domingo de Céspedes el 1548.

## Cadirat baix

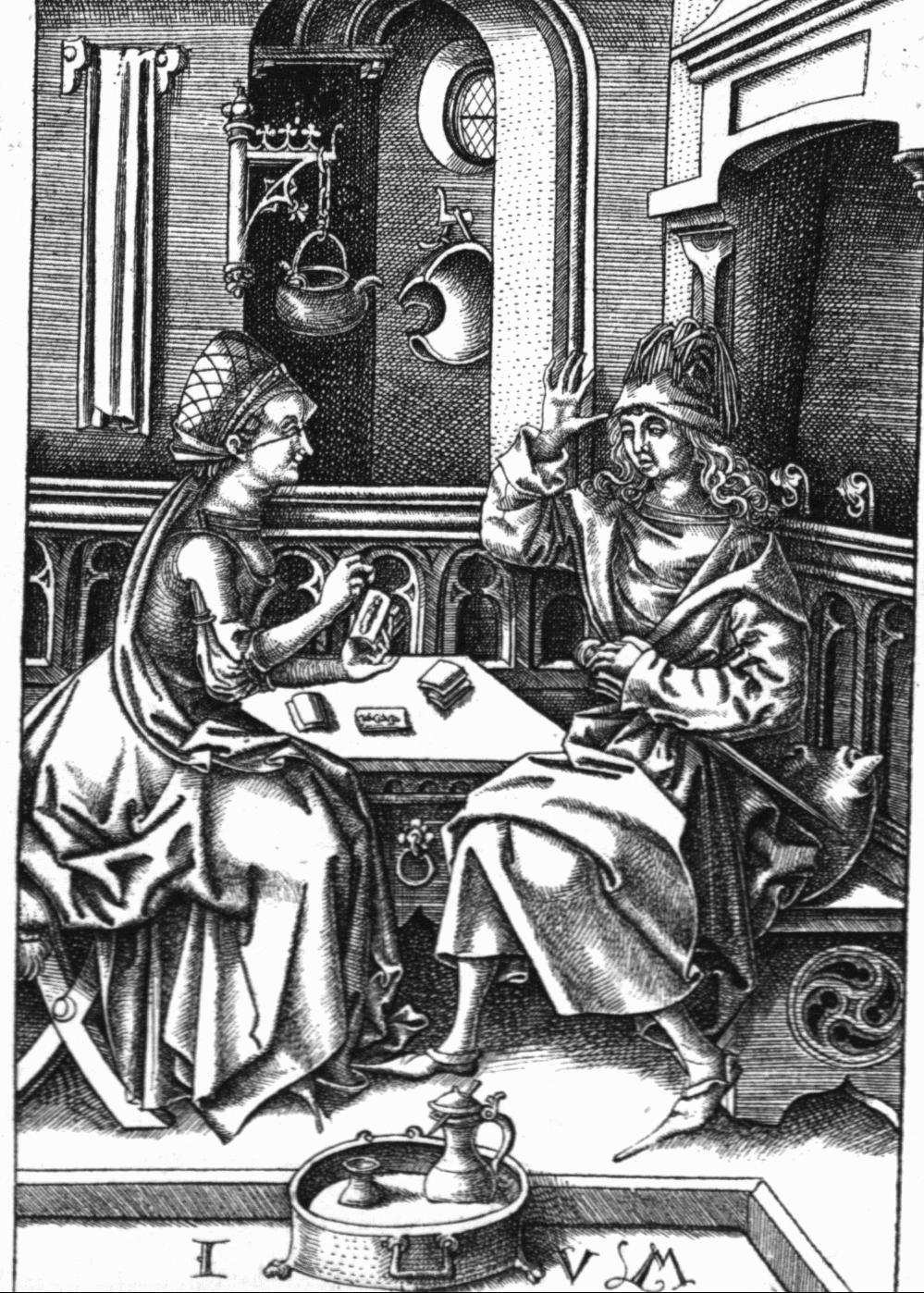
Parella jugant a les cartes, gravat d'Israhel van Meckenem que apareix representat en una de les misericòrdies del cadirat baix per Rodrigo Alemán.

Al cadirat del cor baix seien els prebendats —els que tenien rendes per ser canonges catedralicis— i els racioners, que eren prebendats que tenien el seu espai en una església catedral.
El cor baix, que conserva la seva fàbrica original, és una obra corresponent a l'últim gòtic entre 1495 i 1498 —sota el mandat del cardenal Pedro González de Mendoza— feta per Rodrigo Alemán, gran autor d'altres cors, com els de Ciudad Rodrigo a Salamanca i el de Plasència. En aquest cadirat l'autor va plasmar amb gran qualitat escenes de la presa de Granada pels Reis Catòlics. Per indicació del cardenal Mendoza es va esculpir a cada tauler dels respatllers —començant pel costat de l'Epístola— la presa d'una ciutat per part de les tropes dels Reis Catòlics, col·locant en el centre del cadirat, al costat de la cadira episcopal, les rendicions de Màlaga i de Granada. Aquests relleus estan col·locats a la part alta dels respatllers, dins un marc arquitectònic simulat a base d'arcs; la part baixa presenta una talla que imita brocats venecians. S'hi pot veure, a més, tota classe de gent de guerra, castells, armes i cavalls, fet que constitueix un document precís de l'època. Sens dubte aquesta obra va ser sempre molt valorada pels successius arquebisbes, per la qual cosa mai no hi ha hagut una proposta de canvi, com va succeir amb el cor alt.
La composició és molt similar en tots els relleus. Les ciutats hi són representades al fons del relleu i deixant de banda Granada i Màlaga, les altres ciutats estan fetes d'una forma molt estereotipada, gairebé sempre sense que res distingeixi les unes de les altres. Normalment, hi apareixen els vençuts sortint a retre homenatge als Reis Catòlics sempre sobre els seus cavalls i envoltats dels seus capitans. Destaquen alguns relleus que mostren algunes diferències clares, com el de la batalla de Lucena i la rendició de Moclín, on s'aprecia al fons el foc en una de les torres de la muralla de la ciutat per una bomba llançada per un artiller. Per la porta de la muralla surt el cabdill musulmà que es dirigeix cap als reis per oferir la seva rendició. Isabel la Catòlica es troba al costat de la seva filla, la princesa Joana, i amb el cardenal Mendoza. Tanmateix, l'escultor va representar com a retrats fidels, entre d'altres: els reis, el comte de Tendilla, el cardenal Mendoza, el marquès de Cadis i Boabdil. Les vestimentes també són molt realistes i pròpies de l'època.

### Misericòrdies
Les misericòrdies estan il·lustrades amb els mateixos temes que els dels respatllers; a més, hi ha representades sèries grotesques, grius, i escenes satíriques. Tenen una gran influència dels Països Baixos, terra de procedència de l'autor, probablement de Brabant. Molts dels motius emprats per decorar les misericòrdies tenen una gran similitud amb els gravats d'artistes, entre els quals destaquen els d'Israhel van Meckenem a la seva sèrie dedicada a «escenes de la vida quotidiana», el qual també havia copiat o transformat alguna cosa d'altres gravats corresponents a Martin Schongauer. Rodrigo Alemán no va copiar estrictament el dibuix que presentaven els gravats sinó que, tal com era habitual, solament els feia servir com a model d'inspiració.

## Cadirat alt

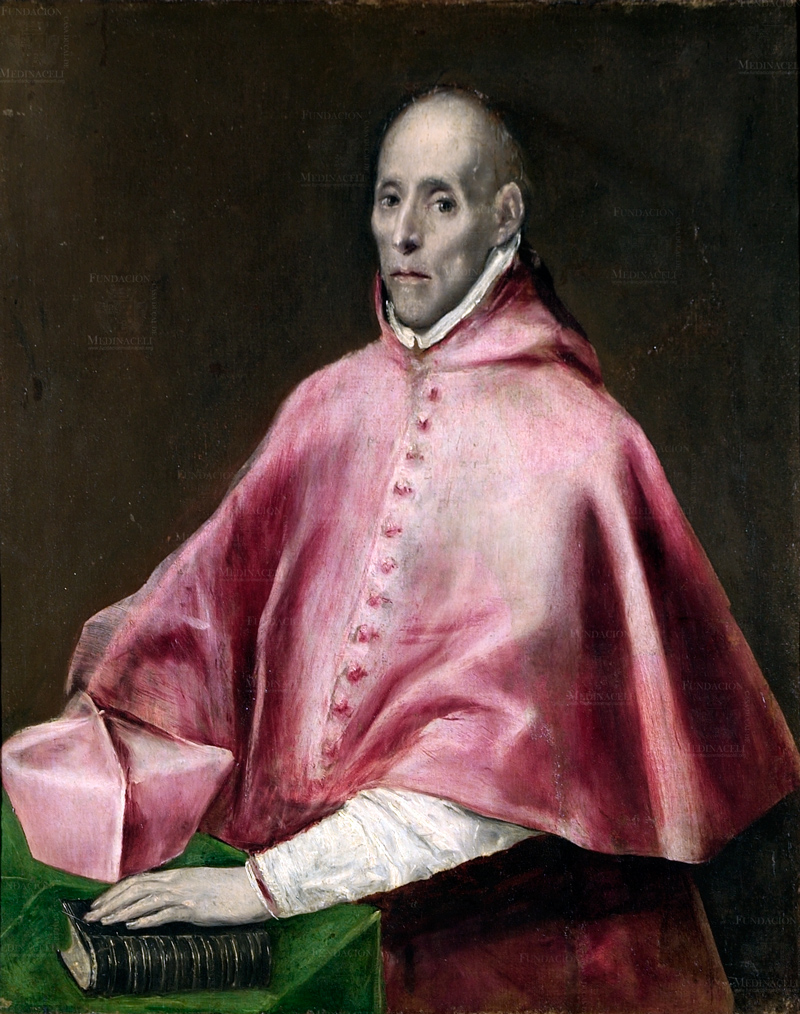
El cardenal Juan Pardo de Tavera promotor del cadirat alt

Al cadirat alt se situaven el capítol catedralici, els porcioners i beneficiats i, a més a més, els cavallers de les ordes i les autoritats invitades; a les grans solemnitats religioses arribaven a ser un total de 140 setials. L'accés al cadirat es fa des de diversos llocs: al fons, el que dona pas directament a la cadira episcopal, dues entrades en el centre dels laterals i dues més que es troben a prop de la reixa de l'entrada al recinte del cor.
El primer cadirat era molt pobre, raó per la qual el cardenal Juan Pardo de Tavera va promoure el 1533 un concurs per presentar els traçats corresponents segons un model que va facilitar la mateixa catedral. El 1539 ja estava decidit concedir l'obra a dos grans artistes, Bigarny i Berruguete, que es varen comprometre a acabar-la en tres anys, com així va ser. Per començar aquest treball es va comptar amb fustes de boix i noguera, marbre d'Espeja de la província de Sòria i alabastre de Cogolludo (província de Guadalajara).
Els setials estan situats en una construcció arquitectònica veritablement original i artística. La seva disposició està formada per dos cossos d'arquitectura que presenten 71 arcs recolzats en 72 columnes de marbre roig. Als espais, s'encasten les cadires que alhora estan limitades entre si per columnes de jaspi, entre respatller i respatller. A les fornícules es veuen escultures d'alabastre; la temàtica és la mateixa que la dels taulers de fusta de les cadires. Aquesta arcuació renaixentista deu el seu traçat i projecte a l'arquitecte Alonso de Covarrubias, mestre major de la catedral. Als extrems del cor, de cara a la reixa, poden veure's dues inscripcions llatines que diuen: «Celebrant l'acabament del cadirat el 1543 i van tallar aquestes feines, així les de marbres com les de fusta, en aquest costat Felipe de Borgonya i en l'oposat l'espanyol Berruguete. De la mateixa manera competiran sempre els judicis o parer dels que examinin aquesta obra.» És a dir, al costat de l'Evangeli la de Bigarny i al costat de l'Epístola la de Berruguete.

### Treball de Bigarny

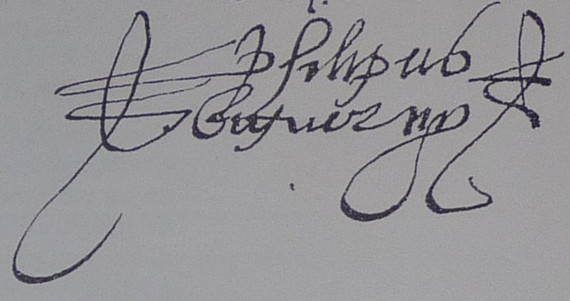
Felipe Bigarny signava amb el seu nom italianitzat Philipus Biguerny

L'any 1538 el capítol va encarregar a aquest escultor la composició d'una cadira d'acord amb un model que li fou enviat. Es creu que aquesta primera cadira va ser la de «Santa Caterina», obra que mostra la signatura Philippi opus. Felipe Bigarny va proposar el 1539 un contracte amb unes condicions especials, entre les que demanava una casa per viure amb la seva família i «que hauria de ser àmplia per poder treballar-hi, ja que a l'hivern, a causa del fred no podria fer-ho al claustre i així acabaria millor i abans l'obra». També demanava fusta, bastides, guix, plom i, per cada cadira, vuitanta mil morabatins. Es va conformar al final amb quaranta-cinc mil morabatins, però va deixar ben clar que no muntaria en el cor ni les peces d'alabastre ni les de jaspi. Per contrast amb aquestes exigències, Alonso Berruguete, també el mateix any, va presentar la seva oferta per fer les cadires per quaranta-cinc mil morabatins inclòs el coronament final d'alabastre. Es va repartir el treball, encara que la cadira episcopal es va acordar que la realitzaria Bigarny; es va signar el contracte i el 17 de febrer de 1539 van començar els treballs del nou cadirat.
El canonge responsable de les obres de la catedral i gran especialista en art era Diego López de Ayala, que va redactar el contracte. En ell es concretava que la talla havia de ser realitzada de la mà de bons oficials i que mentre duressin els treballs del cor, els mestres no podien absentar-se de Toledo per no deixar la direcció en cap moment. Bigarny va treballar en aquest cor amb l'ajut del seu fill gran, el gran tallista Gregorio Pardo, i d'Esteban Jamete.
L'obra de Bigarny reflecteix un savi coneixement del nou estil renaixentista. És una obra molt clàssica i d'una gran bellesa. En l'evolució dels seus relleus es va copsant la progressiva influència del millor art espanyol d'aquell segle, realitzat amb una gran pulcritud tècnica. El modelatge aconseguia reflectir un moviment especial i una gran expressivitat.
Un dels respatllers de noguera tallats per Bigarny és el que representa L'Església, simbolitzada per una dona jove coronada d'estrelles —l'Església triomfant— i que sosté en les seves mans un calze i una creu —l'Església militant. Les vestidures són molt elegants i mostren el gust que l'escultor, d'origen borgonyó, encara tenia per les robes amb grans plecs. Un altre respatller destacable és el que està dedicat a Jacob; representa una «lluita amb l'àngel», on la composició està realitzada mitjançant unes diagonals en què l'artista aconsegueix una gran harmonia sense mostrar una lluita violenta.
El cos superior, compost per les figures d'alabastre i que estan al costat de l'Evangeli, va ser també realitzat per aquest escultor. Entre els profetes realitzats es troben Jeconies i Zorobabel. El primer el representa vestit amb un abric d'ermini i amb una actitud arrogant, i un ventre prominent que és un tret despectiu. Zorobabel apareix amb corona, ceptre, espasa i també amb l'Orde del Toisó d'Or. Sembla com si fos un retrat de Carles V, segurament com a homenatge a aquest emperador, a qui el capítol de la catedral va donar suport.

### Treball de Berruguete

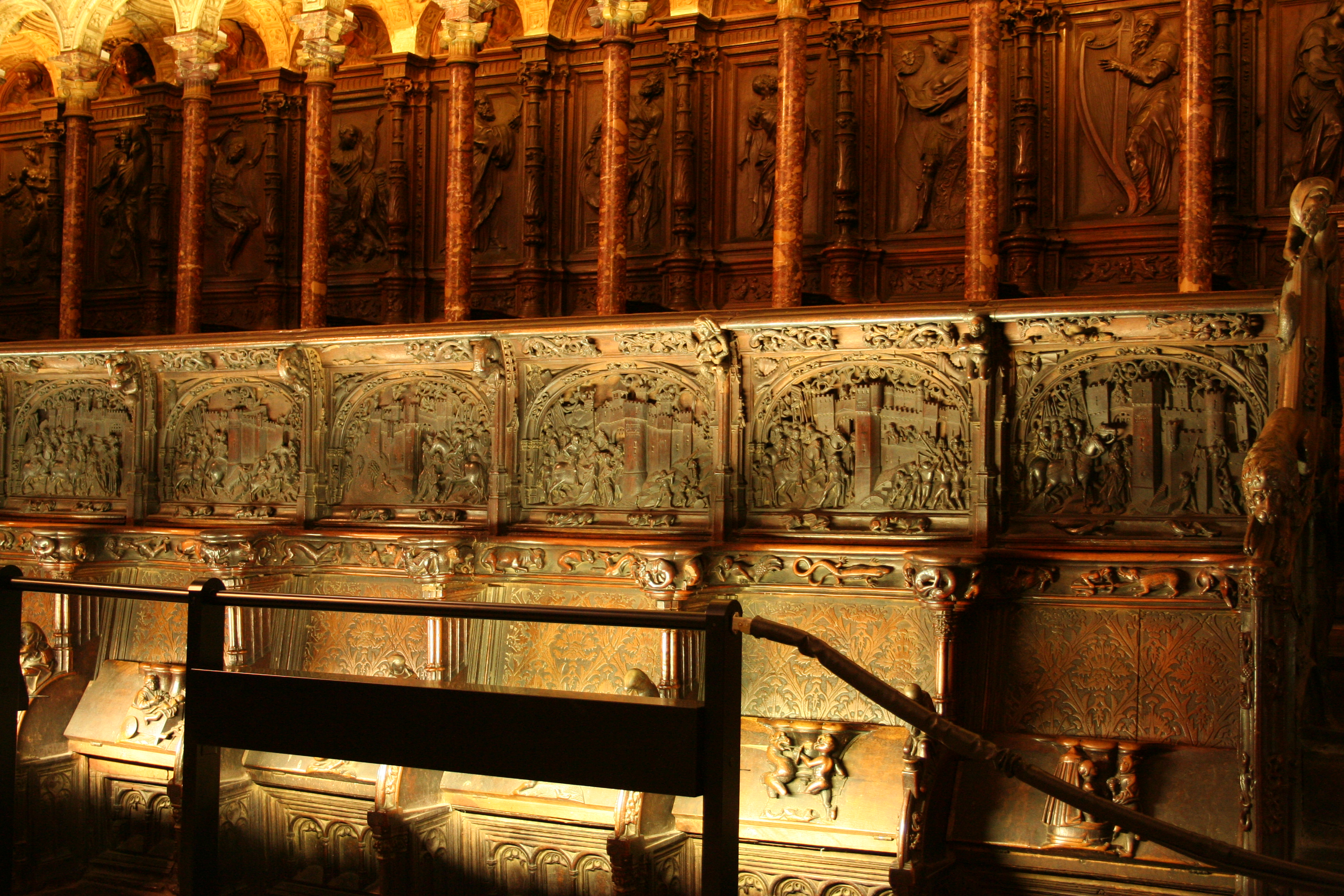
Fotografia del cadirat baix de Rodrigo Alemán i del cadirat alt amb el treball d'Alonso Berruguete

Alonso Berruguete es va encarregar de llaurar tot el cadirat en noguera i també va ser l'autor de les figures en alabastre que representen profetes i d'altres personatges disposats en nínxols de petxines, entre columnes, que tot just sobresurten situats en el costat de l'Epístola. En aquest treball el van ajudar especialment els artistes Francisco Giralte i Isidro de Villoldo; també va tenir com a auxiliars a Inocencio Berro, Pedro de Frías i Manuel Álvarez entre d'altres. Però qui en diversos aspectes va col·laborar en tota l'obra fou el canonge Diego López de Ayala, erudit i traductor de les obres de Boccaccio i de Jacopo Sannazaro, i declarat admirador de Berruguete, a qui animà i amb qui mantingué una gran amistat.
Així com Bigarny va adoptar totes les seves figures dins dels marcs dels taulers, Berruguete les va treure d'ells amb figures agitades, sinuoses i amb un dinamisme palpable. Tota la representació de personatges de l'Antic Testament la presenta amb una gran tècnica, tot jugant amb el clarobscur i aportant uns bells efectes a tot el conjunt. El primer tauler és el d'Adam, amb una anatomia esplèndida; mostra uns peus ossuts i amb nervis, que es van convertir en una de les característiques més conegudes de l'escultor. La figura d'Eva és potser la més representativa, carnal i bella, plenament renaixentista. Dins el Renaixement castellà no era una tradició artística el nu; de fet, aquest relleu de la catedral és el primer que es coneix. Berruguete, en la seva estada a Itàlia, com succeí amb altres artistes castellans com Bartolomé Ordóñez i Juan de Juni, devia descobrir la importància del nu per mostrar la bellesa humana. Però de tots, ell fou el primer que es va atrevir a utilitzar-lo dins d'un espai religiós i mostrà Eva amb un nu integral. Encara que de complexió masculina, la figura presenta tots els atributs de l'ideal de bellesa femenina. Fins aleshores, en la iconografia religiosa es presentaven parts nues del cos, com ara cames o braços, també algun pit en vestimentes descordades i, sobretot, en figures de putti nus. Aquesta Eva té sens dubte trets i s'inspira en les escultures de Miquel Àngel.

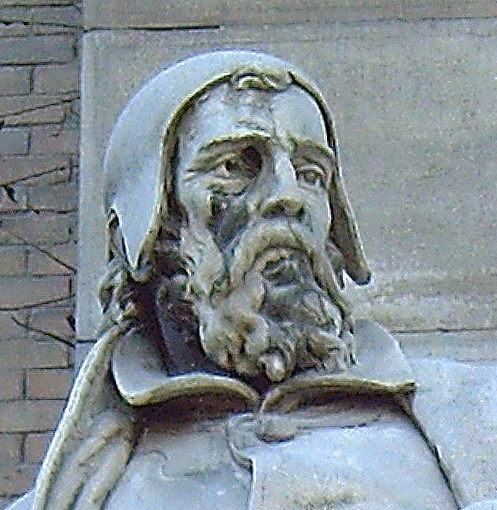
Retrat d'Alonso Berruguete, un dels autors que més obres tenen al cor de la catedral

Entrant des de la reixa, ens trobem un primer plafó amb el patriarca Leví, que està representat entre dos moltons; queda ubicat a la part superior que està dedicada als profetes i és d'alabastre. Encara que no hi ha dubte que el dibuix és de Berruguete, la talla, d'uns trets suaus i mesurats, no sembla feta pel mestre. Als rostres dels personatges s'observa la mà del mestre: hi ha l'expressió dels sentiments de cada figura amb un caràcter simbòlic és molt característic en Berruguete. La figura d'Isaac sembla treta d'una de les portes de baptisteri de Florència realitzades per Lorenzo Ghiberti; i Mataties queda representat de manera turmentada tot deixant entreveure la perfecta anatomia humana sota els vestits. Les representacions de Matusalem i Henoc són clarament diferents. Matusalem, símbol de l'ancianitat bíblica, apareix com un jove imberbe, rebel davant una joventut eterna; i situat a la fornícula del costat, l'ancià Henoc contrasta, ja que és un personatge calb, arrugat, amb els ulls dins dels secs de les parpelles i que sosté un bàcul.

### Cadira episcopal
En acabar el seu treball del cadirat, Bigarny va emmalaltir i va morir el 10 de novembre de 1542. Segurament per aquesta causa, Berruguete va rebre l'encàrrec de realitzar la cadira episcopal, que en el primer contracte s'havia concedit a Bigarny. L'acord va tenir lloc el febrer de 1543, tot i que el medalló d'alabastre que decora el respatller es fixà que la realitzés el fill de Bigarny, Gregorio Pardo. Pardo va tallar en aquest medalló, amb petites variants, l'escena de la Imposició de la casulla a sant Ildefons, relleu que havia realitzat el seu pare al retaule d'El davallament per a la mateixa catedral de Toledo.
En aquesta cadira, Berruguete va substituir les columnes de jaspi per altres de bronze rematades amb figures de putti i, sobre la cadira, l'escut cardenalici de Juan Martínez Silíceo. El més destacat es troba a la petita volta de la cadira que queda repartida en tres parts: a la part central hi ha un relleu del Judici Final amb les imatges de Crist i Maria, a la seva dreta una barca plena de personatges dantescs que han estat condemnats, i a la seva esquerra un altre grup de ressuscitats està esperant el judici. Aquest relleu està policromat com també ho estan les altres dues parts que representen l'escena del Diluvi universal i la de la Serp de bronze. La influència de l'escultura clàssica és evident, com queda reflectit en l'home que salva el seu fill a coll o uns personatges nus que lluiten amb una serp.

## Grup de la Transfiguració
El 19 de febrer de 1543, Berruguete i l'arquebisbe Tavera van signar a Madrid el contracte per a la realització de la cadira episcopal i, a més a més, pactaren la realització d'un grup escultòric, un coronament que havia d'anar damunt de la cadira arquebisbal del cor de la catedral de Toledo: «... l'esmentat coronament de la mencionada cadira, que ha de ser d'alabastre, de la història de la transfiguració, amb les figures de Crist i sant Pere i sant Joan i Jaume i Elies i Moisès, i a Alonso Berruguete se l'obliga que els farà en la mida i actitud que a cada un convé de conformitat amb la figura de Crist.»

### Descripció
El grup escultòric amb l'escena de la Transfiguració de Crist va ser realitzat en alabastre i acabat el 1548. Està concebut amb una gran profunditat, un fet innovador a l'època i amb una disposició escenogràfica pròpia del barroc que havia d'arribar. Les figures principals són escultures exemptes de manera que la llum pot relliscar entre elles, donant així un resultat efectista poc conegut en aquell temps, i en una disposició piramidal; la figura de Crist es troba al punt més elevat en el que representa el mont Tabor, mostrant una bellesa serena i suau, molt diferent del tractament dels rostres dels personatges del cadirat del cor, i el cos amb la forma «serpentinata» tan utilitzada per Miquel Àngel.
Al costat de Crist apareixen Moisès i Elies, representats com dos ancians barbuts i amb unes grans vestimentes que donen moviment a les figures; als seus peus hi ha una franja horitzontal de núvols. A sota, hi ha les figures dels tres apòstols —Joan, Pere i Jaume—, que ens fan recordar el bon fer dels escultors hel·lenístics, especialment pel que fa a la figura de l'apòstol Joan. Cal tenir present que a Itàlia, Berruguete havia copiat l'escultura de Laocoont i els seus fills. Als extrems, hi ha diversos angelets que serveixen com l'acabament de la part inferior d'una arquitectura de balustres de fusta daurada, que emmarquen tot el grup escultòric. Sobre aquesta arquitectura, a banda i banda, apareixen els escuts del cardenal Silíceo i, a l'arc central, el Pare Etern.

### Taxació
Com era habitual a l'època van fer valorar l'obra a diversos taxadors. El cardenal Juan Martínez Silíceo designà Jerónimo Quijano, escultor i arquitecte renaixentista que, entre d'altres, va treballar a la catedral de Múrcia; Berruguete escollí Juan de Juni, que va arribar des de Valladolid. Quijano la va taxar en 2.231 ducats i Juni en 4.640 ducats. A la vista de la diferència de criteris es va recórrer a un tercer taxador, que fou Pedro Machuca, pintor i arquitecte que va treballar en el Palau de Carles V de Granada i que es va desplaçar des d'aquesta ciutat. Machuca va taxar el treball en 3.980 ducats, xifra que estava més a prop del valor calculat per Juni. Va ser la xifra que finalment va aprovar el capítol catedralici.

## Projecte de dues petites tribunes
Entre els papers que s'han trobat als arxius de la catedral que aporten dades de l'obra del cor, va aparèixer una escriptura amb el títol de «Contractación de las tribunillas del año 1545», peces que haurien de ser col·locades entre els pilars dels trams del cor, havien de ser de marbre de Carrara i treballades de la pròpia mà de Berruguete i no d'un altre oficial.
Les tribunes no van arribar a executar-se mai, tot i que se sap que Berruguete va ser molt ràpid a fer els dibuixos i els dissenys corresponents, dedicant-ne temps i material així com continus viatges des de Valladolid a Toledo. Però l'obra no es va portar a terme i no se'n coneix la causa. Se sap pels documents trobats que Berruguete, com a indemnització, va demanar al capítol catedralici 1.000 ducats; així s'inicià un plet, tot i que la sentència no l'arribaria a sentir, ja que va morir abans de finalitzar el procés. No es conserven les peces del litigi, però sí múltiples referències a ell, en documents signats per la seva vídua i pel seu fill gran Alonso Berruguete Pereda, hereu de tots els béns del seu pare. Es conserva l'escriptura de Berruguete Pereda datada a Toledo el 6 d'abril de 1563 a la qual demana al capítol —en qualitat de successor dels béns de l'escultor— que li sigui retribuït el deute contret amb el seu pare, per aquells esbossos de les tribunes i rebaixant el deute a 430 ducats en lloc dels 1.000 que demanava l'escultor. El capítol va aprovar l'escriptura i va estendre un rebut amb l'esmentada quantitat, que va signar Berruguete Pereda el 19 d'abril de 1563. Tots dos documents es conserven actualment.

## Altar de prima i La Virgen Blanca

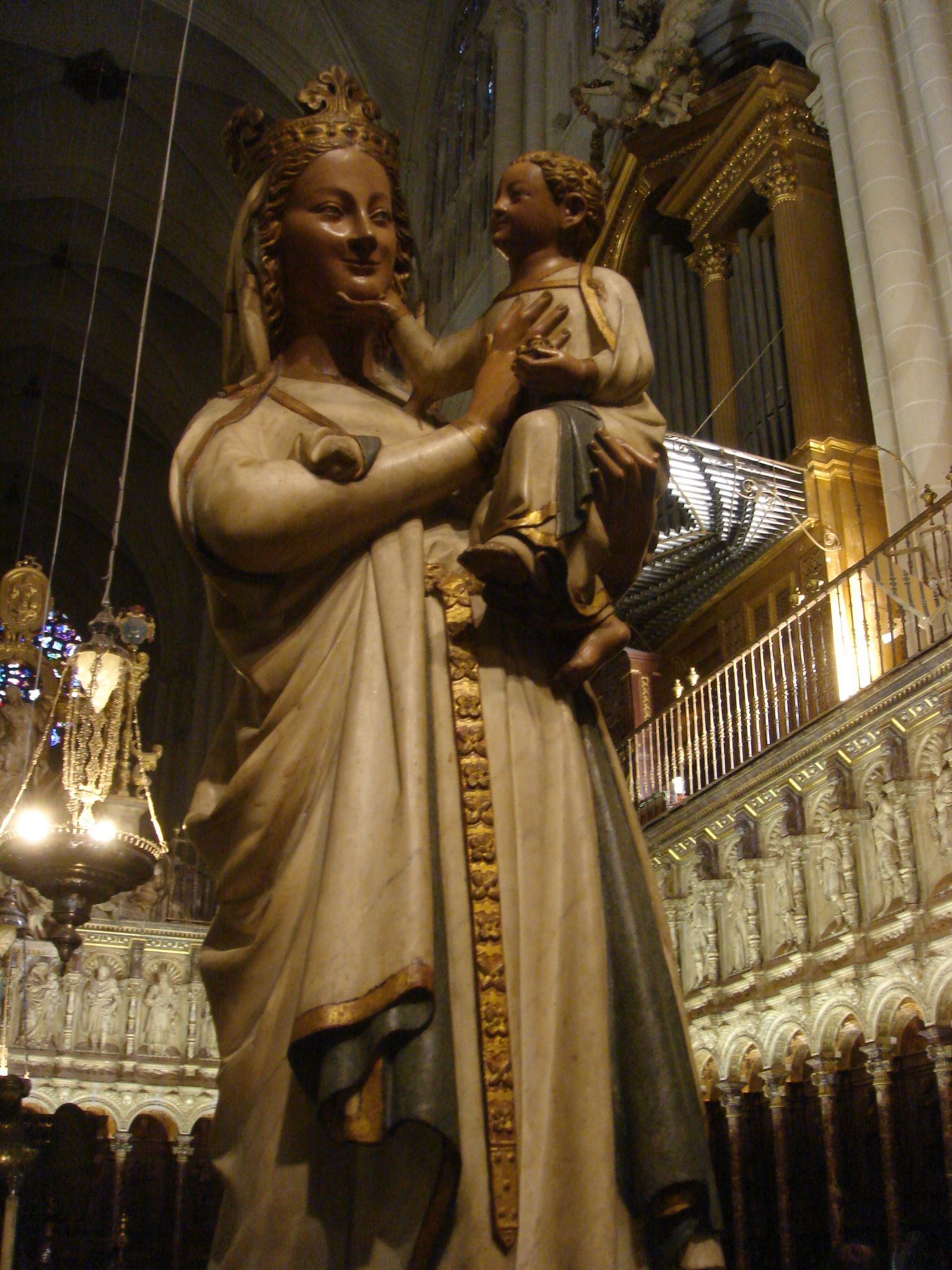
Talla de Verge Blanca

A l'interior del cor, es troba l'«altar de prima», anomenat així per ser on s'oficiava la missa durant aquesta hora canònica, a la sortida del sol. Sobre el seu altar es troba col·locada una imatge coneguda com «La Virgen Blanca», obra en marbre blanc que presenta restes de policromia. L'altar està envoltat per una balustrada de ferro i bronze, obra de Francisco de Villalpando.
L'escultura és d'estil gòtic i d'origen francès. Fou realitzada al segle xiv i des d'aleshores està situada en el cor. És de mida més petita que el natural, de 153 cm, i destaca per mostrar una tendra i alegre imatge de maternitat. La mare sosté el fill en el seu braç dret i l'està mirant amb un somriure característic de les imatges d'aquest període del gòtic; presenta un lleuger contrapposto amb el pes del cos sobre una cama. Mentre, el nen acaricia amb la mà esquerra la barbeta de la seva mare i amb la dreta sosté un fruit rodó que supleix l'antic atribut del globus terraqüi de les imatges romàniques. Sembla que aquesta imatge va ser donada a la catedral per Gonzalo Ruiz de Toledo, senyor d'Orgaz, alcalde de Toledo i notari major del regne de Castella.

## Faristols

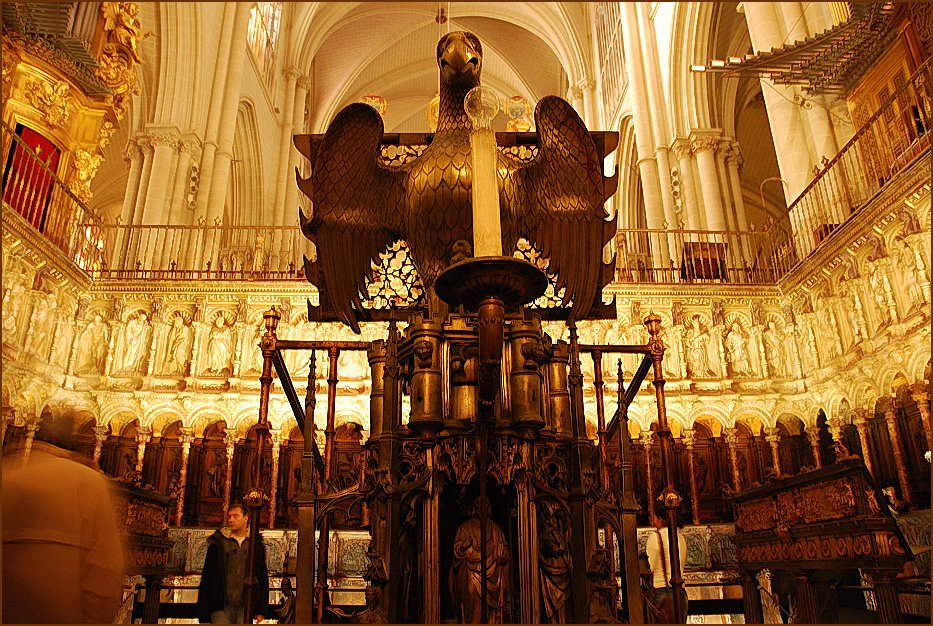
Faristol del centre del cor

El cor de la catedral de Toledo té dos faristols realitzats pels artistes Nicolás de Vergara pare i fill. El model en fusta, fou elaborat entre 1562 i 1570 per l'artesà Juan Navarro, i diversos ferrers del seu taller van treballar en la seva elaboració definitiva realitzada en ferro i bronze sota la direcció de Nicolás de Vergara el Viejo, ajudat pel seu fill Nicolás de Vergara el Mozo.
Totes dues peces presenten una línia arquitectònica; sobre un sòcol es troben tres columnes dòriques, on se sosté el cos que serveix com a tauler dels llibres. A la part frontal hi ha relleus repussats que representen passatges de l'Antic i Nou Testament, com David davant l'Arca de l'Aliança, La Creació i una escena molt representada en tota la catedral, la de la Imposició de la casulla de Sant Ildefons. A tots dos faristols s'observen els escuts del governador de l'arquebisbat Sancho Busto de Villegas i de García Loaysa y Girón, que seria posteriorment arquebisbe de Toledo. És difícil distingir el treball corresponent al pare o al fill, encara que en una de les peces cisellades apareix la signatura de Nicolás Vergara el Mozo, del qual també es conserva un document pel qual se sap que va cobrar per aquesta obra 750.000 morabatins. Tots dos artistes van tenir problemes econòmics per cobrar els diners, ja que segons documents de l'època, el capítol catedralici no estava d'acord amb el preu sol·licitat pels artistes i va haver de realitzar-se una taxació; els responsables foren, per part del temple, els argenters Francisco Merino i Marcos Hernández i, per part dels Vergara, Juan Bautista Poggibonsi. En continuar en discrepància de criteris, va intervenir Pompeo Leoni qui va valorar l'obra en 2.000 ducats. El pagament final es va realitzar el 1574.
Un altre gran faristol que es troba en el centre del cor va ser portat d'Alemanya el 1425, i mostra una delicada arcuació gòtica sostinguda per petits lleons. L'orfebre Vicente Salinas hi va afegir l'any 1646 una gran àguila imperial en bronze daurat.

## Rerecor

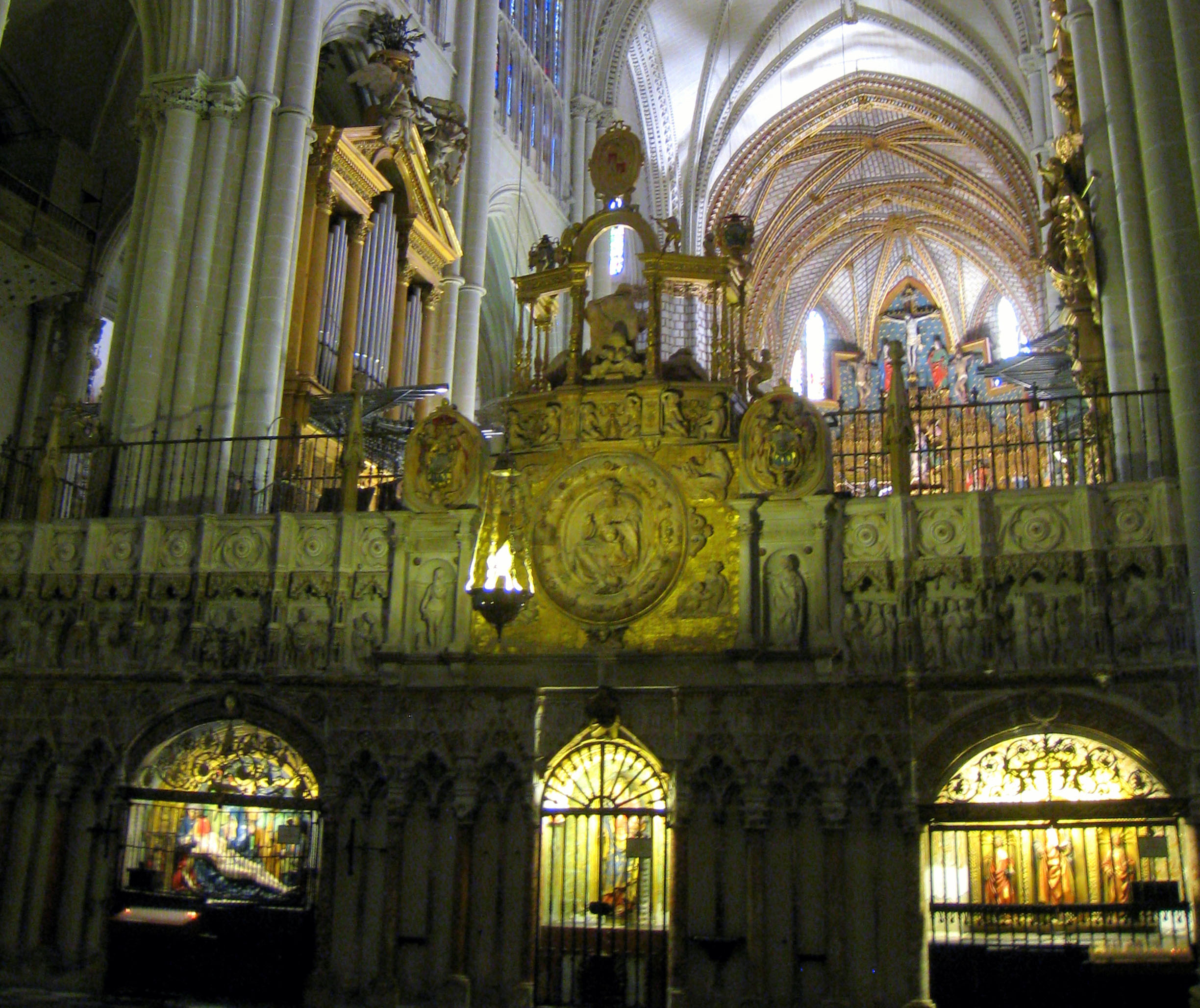
Rerecor de la catedral de Toledo

Des de l'entrada de l'església i sobre el rerecor es copsa el dors del grup de la Transfiguració de Berruguete. La figura del Pare Etern inclosa en un medalló central és considerada una obra mestra; té un fons daurat, i el cap del Pare sembla tenir moviment. El Pare Etern està acompanyat per petites figures amb poc relleu dels evangelistes; estan en els angles, i van acompanyades dels seus símbols, l'àguila i el bou, que estan representats amb un expressionisme atrevit; hi ha també un àngel que sembla abraçar Joan Evangelista. A dalt del medalló es troben tres plafons rectangulars, cadascun amb una parella d'angelets, d'estil italianitzant. Nicolás de Vergara el Mozo va afegir als costats dues imatges en fornícules clàssiques que representen la Innocència i el Pecat.
En aquest mateix mur posterior del rerecor, a la part baixa, hi ha tres capelles: en el centre, la de la Virgen de la Estrella del segle xiv; a la dreta, la de Santa Caterina de l'any 1516; i a l'esquerra, el grup del davallament o del Crist estès, de l'any 1517.

### Murs laterals exteriors

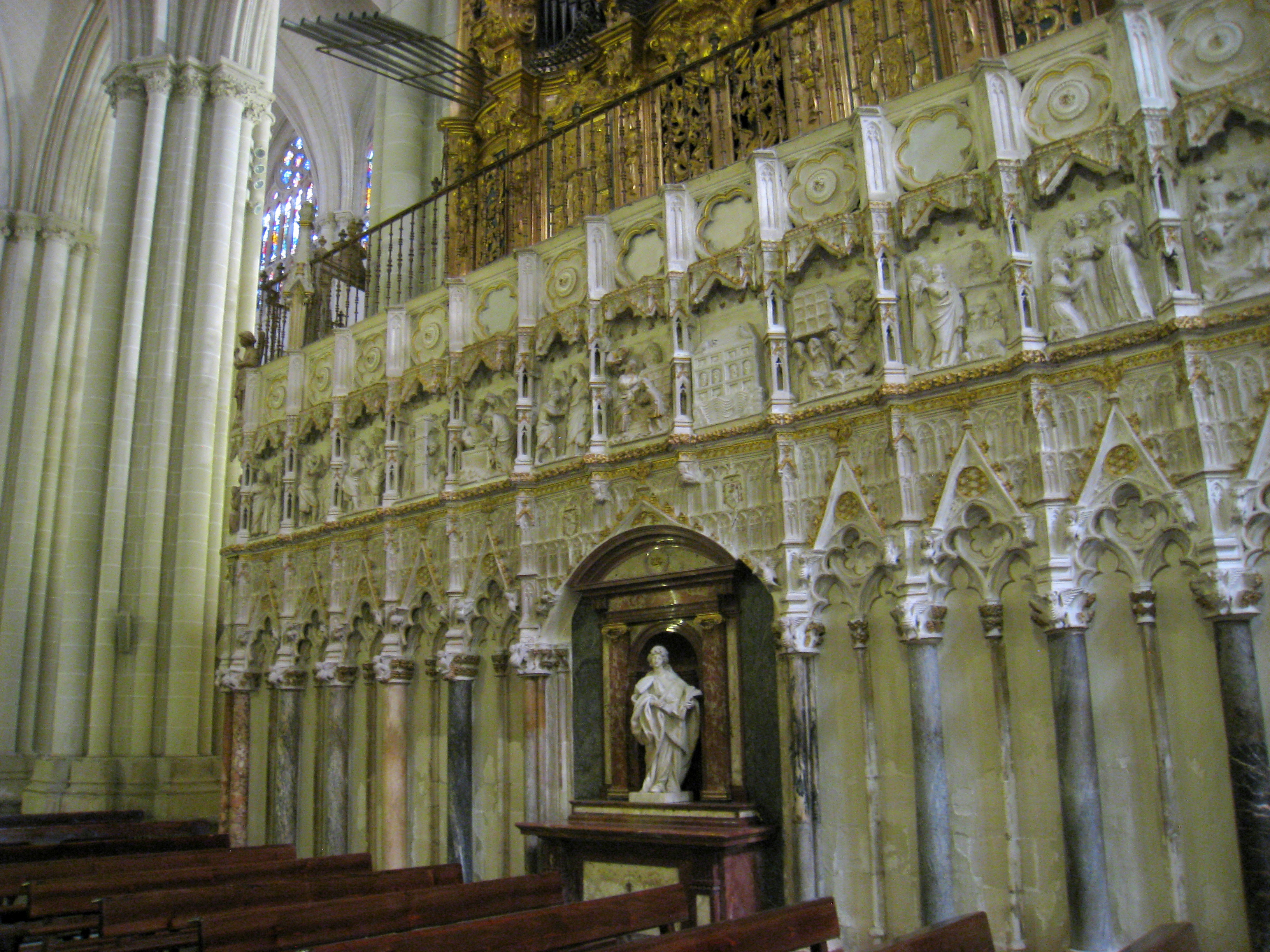
Mur lateral exterior del cor amb arquitectura gòtica

El cor es tanca exteriorment amb una arquitectura gòtica. Dels artistes que van treballar inicialment en aquesta obra d'exteriors se'n sap poc. Les obres es van iniciar durant el mandat de l'arquebisbe Pedro Tenorio, entre 1376 i 1399. L'arquitectura s'articula sobre una arcuació gòtica d'arcs polilobulats que es recolzen en columnes de marbre. Sobre aquestes columnes descansen uns pilars gòtics que separen els petits trams en què està dividit tot l'entramat arquitectònic. Al segon pis es veuen escenes en cinquanta-sis relleus amb representacions del Gènesi i de l'Èxode, escenes relacionades amb la litúrgia jueva i cristiana. Estan elaborades seguint una clara influència de la regió toscana d'Itàlia, i estan acabades amb dosserets. Al tercer pis, el fris està decorat amb rosàcies. Sobre aquest fris hi havia en origen uns pinacles gòtics que servien del coronament. Actualment, en queden alguns, però la resta està completada per una barana de ferro forjat que serveix com a tribuna del cor.
Al segle xviii van ser reformats els altars que ocupaven una part dels murs nord i sud, i substituïts per petits retaules dedicats a sant Miquel, santa Elisabet d'Hongria, santa Maria Magdalena i sant Esteve, realitzats per Mariano Salvatierra el 1792.

## Reixa
La reixa d'entrada al cor és una obra mestra del ferrer Céspedes (o «maestre Domingo», com li agradava signar) acabada l'any 1548. Sense ser de les més espectaculars, és considerada com una de les més harmonioses del Renaixement espanyol. Els balustres s'eleven de manera estilitzada, amb un perfil molt fi i una silueta elegant. A dalt, abans de la cresteria, hi ha una petita divisió a manera d'imposta i, en aquest espai, s'hi troben tota una sèrie de medallons que van alternant-se amb el petit balustre que els separa. En el centre de la cresteria hi ha l'escut del cardenal Silíceo, enquadrat dins d'un oval. La reixa del cor mostra un detall original: en el centre, hi ha col·locada una columna balustrada que dona lloc a una doble entrada.